# Palaua tropica
Palaua tropica is een platworm (Platyhelminthes). De worm is tweeslachtig. De soort leeft in het zoute water.
Het geslacht Palaua, waarin de platworm wordt geplaatst, wordt tot de familie Palauidae gerekend. De wetenschappelijke naam van de soort werd voor het eerst geldig gepubliceerd in 1950 door Hyman.